# خالد بن الوليد (قرية)
قرية خالد بن الوليد هي إحدى القرى التابعة لمركز بدر في محافظة البحيرة في جمهورية مصر العربية. حسب إحصاءات سنة 2006، بلغ إجمالي السكان في خالد بن الوليد 528 نسمة، منهم 297 رجل و231 امرأة.